# Polonia en los Juegos Paralímpicos de Río de Janeiro 2016
Polonia estuvo representada en los Juegos Paralímpicos de Río de Janeiro 2016 por un total de 90 deportistas, 54 hombres y 36 mujeres.

## Medallistas
El equipo paralímpico polaco obtuvo las siguientes medallas:
| Nombre                                             | Deporte                    | Evento                                    |
| -------------------------------------------------- | -------------------------- | ----------------------------------------- |
| Oro                                                |                            |                                           |
| Barbara Niewiedział                                | Atletismo                  | 1500 m T20 femenino                       |
| Ewa Durska                                         | Atletismo                  | Peso F20 femenino                         |
| Maciej Sochal                                      | Atletismo                  | Maza F32 masculino                        |
| Maciej Lepiato                                     | Atletismo                  | Salto de altura T44 masculino             |
| Iwona Podkościelna                                 | Ciclismo en ruta           | Ruta B femenino                           |
| Rafał Wilk                                         | Ciclismo en ruta           | Contrarreloj H4 masculino                 |
| Jakub Tokarz                                       | Piragüismo                 | KL1 masculino                             |
| Natalia Partyka                                    | Tenis de mesa              | Individual 10 femenino                    |
| Katarzyna Marszał Natalia Partyka Karolina Pęk     | Tenis de mesa              | Equipo 6-10 femenino                      |
| Plata                                              |                            |                                           |
| Alicja Fiodorow                                    | Atletismo                  | 100 m T47 femenino                        |
| Alicja Fiodorow                                    | Atletismo                  | 200 m T47 femenino                        |
| Lucyna Kornobys                                    | Atletismo                  | Peso F34 femenino                         |
| Karolina Kucharczyk                                | Atletismo                  | Salto de longitud T20 femenino            |
| Michał Derus                                       | Atletismo                  | 100 m T47 masculino                       |
| Daniel Pek                                         | Atletismo                  | 1500 m T20 masculino                      |
| Robert Jachimowicz                                 | Atletismo                  | Disco F52 masculino                       |
| Bartosz Tyszkowski                                 | Atletismo                  | Peso F41 masculino                        |
| Janusz Rokicki                                     | Atletismo                  | Peso F57 masculino                        |
| Anna Harkowska                                     | Ciclismo en ruta           | Ruta C4-5 femenino                        |
| Anna Harkowska                                     | Ciclismo en ruta           | Contrarreloj C5 femenino                  |
| Rafał Wilk                                         | Ciclismo en ruta           | Ruta H4 masculino                         |
| Dariusz Pender Jacek Gaworski Michał Nalewajek     | Esgrima en silla de ruedas | Florete por equipos masculino             |
| Marzena Zięba                                      | Levantamiento de potencia  | +86 kg femenino                           |
| Wojciech Makowski                                  | Natación                   | 100 m espalda S11 masculino               |
| Krystyna Siemieniecka                              | Tenis de mesa              | Individual 11 femenino                    |
| Rafał Czuper                                       | Tenis de mesa              | Individual 2 masculino                    |
| Patryk Chojnowski                                  | Tenis de mesa              | Individual 10 masculino                   |
| Bronce                                             |                            |                                           |
| Barbara Niewiedział                                | Atletismo                  | 400 m T20 femenino                        |
| Katarzyna Piekart                                  | Atletismo                  | Jabalina F46 femenino                     |
| Anna Trener-Wierciak                               | Atletismo                  | Salto de longitud T38 femenino            |
| Lech Stoltman                                      | Atletismo                  | Peso F55 masculino                        |
| Adrian Castro                                      | Esgrima en silla de ruedas | Sable individual B masculino              |
| Dariusz Pender Kamil Rząsa Michał Nalewajek        | Esgrima en silla de ruedas | Espada por equipos masculino              |
| Oliwia Jabłońska                                   | Natación                   | 100 m mariposa S10 femenino               |
| Kamila Kubas                                       | Piragüismo                 | KL1 femenino                              |
| Karolina Pęk                                       | Tenis de mesa              | Individual 9 femenino                     |
| Piotr Grudzień                                     | Tenis de mesa              | Individual 8 masculino                    |
| Patryk Chojnowski Piotr Grudzień Marcin Skrzynecki | Tenis de mesa              | Equipo 9-10 masculino                     |
| Milena Olszewska                                   | Tiro con arco              | Recurvo individual clase abierta femenino |